# ゾーンメルト法

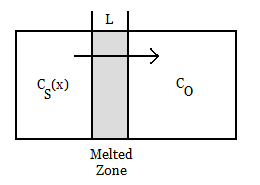
ゾーンメルト法の概念図

ゾーンメルト法（ゾーンメルトほう、英:Zone melting）とは不純物の多い金属のインゴットから純度の高いインゴットを精製するための不純物分離法である。
ゾーン精製法はインゴットの末端に不純物を分離する、あるいは分析などを目的に不純物を濃縮するために利用される。これに対して、ゾーン均一法は不純物を材料に均一に含ませる方法である。トランジスターやダイオード半導体の製造において、ゲルマニウムインゴットはゾーンメルト法によって製造される。次に、少量のアンチモンを融解相に加え、インゴット中を通していく。適切な加熱条件の選択により、アンチモンを均一にゲルマニウムに溶けこませることができる。

## 手法
まず、棒状（柱状）のインゴットの一端を部分的に加熱して熔融（メルト）させる。この時、流れて大きく変形するほどには熔かさない。次いで加熱する箇所を移動し、熔融している部分（ゾーン）を順次反対側の端まで動かしてゆく。すると液体・固体間の相転移現象において液体側に不純物が排出されるような働き（偏析）がある物質では、以上のような操作により、再度固体になった部分からは不純物が除かれ、溶融部分に残った不純物は、最終的にインゴットの末端に集まる。
この手法は、トランジスタに必要な高純度の半導体半金属（当初はゲルマニウム）を効率的に得るゾーン精製法として、1952年にベル研究所で助手として働いていたウィリアム・ガードナー・ファーンにより発明された。手法自体は半導体半金属に限らず、平衡で固体および液体段階で不純物濃度にかなりの違いがあるどのような溶質－溶媒系においても応用することが可能である。
似通ったプロセスにゾーン再メルト法（Zone remelting）がある。これは複数の溶質を純粋金属に分布させる方法である。これは半導体製造に重要であり、異なる伝導率の複数の溶質が使用される。ゲルマニウムにおいて、V族のアンチモンや砒素など5価の元素は負（n型）の伝導をもたらす。アルミニウムやホウ素のようなIII族の3価の元素は正（p型）の伝導をもたらす。そのようなインゴットで、ゆっくり再冷却している部分を溶かすことにより、加熱した帯域の中の溶質は均質に分配される。結果、望ましいn-pとNP接合が作られる。
さまざまなヒーターがゾーンメルト法に使用されている。その最も重要な特徴は、インゴットを通して一定速度で移動し、短い融解帯（ゾーン）を作る性能である。一般に、誘導コイル、リング状の抵抗ヒーター、ガス炎が使用される。他の方法は磁場中に液体を保つようにセットされたインゴットを置き、起磁力で直接電流を流す方法である。

## 逸話
テレビ番組『電子立国』では、ちょうど良い移動装置が無かったため、バケツに穴を開けて水時計方式の移動装置を自作した等の当時の日本の研究者の苦労話が再現されている。